# ويلي ميتشيل (لاعب هوكي الجليد)
ويلي ميتشيل (بالإنجليزية: Willie Mitchell)‏ (و. 1977  م) هو لاعب هوكي الجليد، كندي، مركز لعبه هو مدافع.

## التعليم
تعلم في جامعة كلاركسون.

## جوائز
حصل على جوائز منها:
- كأس ستانلي.

## روابط خارجية
- ويلي ميتشيل على موقع دوري الهوكي الوطني (الإنجليزية)
- ويلي ميتشيل على موقع قاعة مشاهير الهوكي (لاعب أن.إتش.أل) (الإنجليزية)
- ويلي ميتشيل على موقع EliteProspects.com (الإنجليزية)
- ويلي ميتشيل على موقع HockeyDB.com (الإنجليزية)
- ويلي ميتشيل على موقع Hockey-Reference.com (الإنجليزية)